# Airdale Backcountry
Die Airdale Backcountry ist ein US-amerikanisches Kitflugzeug, das von Brett McKinney auf Basis von John Larsens Avid Mk IV entwickelt wurde. Sie wurde von der Airdale Flyer Company aus Rhinelander in Wisconsin gebaut. 2017 stellte das Unternehmen den Betrieb ein und damit endete auch die Produktion.

## Entwicklung und Konstruktion
Die Backcountry ist ein einmotoriger, zweisitziger, abgestrebter Hochdecker mit Spornradfahrwerk. Der Rumpf besteht aus stoffbespannten, geschweißten Stahlrohren. Die Tragflächen bestehen aus einer Aluminiumkonstruktion, die ebenfalls mit lackiertem Stoff bespannt ist. Die Tragflächen haben eine Spannweite von 30 ft (9,1 m), eine Fläche von 123 ft² (11,4 m²) und verfügen über Flaperons.
Angetrieben wird die Backcountry von einem Stratus-EA-81-Vierzylindermotor mit 100 PS (74 kW).
Die Änderungen gegenüber dem Avid Flyer dienten in der Hauptsache der Erfüllung der europäischen Joint Aviation Requirements mit einem Gesamtgewicht von 1.400 lb (635 kg). Dafür wurde der Rumpf um 16 in (406 mm) gestreckt. Das Hauptfahrwerk erhielt Fahrwerksbeine aus Aluminium mit einer Spurweite von 74 in (1,9 m). Der Winkel der Frontscheibe wurde vergrößert, die Flugsteuerung wurde vereinfacht und die Tragflächen bekamen Flaperons. Das Cockpit wurde verändert, um einen besseren Zugang zum Gepäckraum zu ermöglichen. Des Weiteren wurden durch neue Sitze Kopf- und Beinfreiheit erhöht. Das Cockpit und die Türen wurden verbreitert. Die Feder des Spornrads wurde verstärkt und die Cowling neu gestaltet, um andere Motoren aufnehmen zu können.
Ein Umbausatz für den Umbau eines Avid Flyers zu einer Backcountry wurde ebenfalls angeboten.

## Technische Daten
| Kenngröße             | Daten               |
| --------------------- | ------------------- |
| Besatzung             | 1                   |
| Passagiere            | 1                   |
| Länge                 | 18,8 ft (5,7 m)     |
| Spannweite            | 30 ft (9,1 m)       |
| Flügelfläche          | 122,7 ft² (11,4 m²) |
| Leermasse             | 700 lb (317,5 kg)   |
| max. Startmasse       | 1.400 lb (635 kg)   |
| Reisegeschwindigkeit  | 107 mph (172 km/h)  |
| Höchstgeschwindigkeit | 120 mph (193 km/h)  |